# Grote leempriemkever
De grote leempriemkever (Bembidion stephensii) is een keversoort uit de familie van de loopkevers (Carabidae). De wetenschappelijke naam van de soort werd in 1866 gepubliceerd door George Robert Crotch.